# Nezuk
Nezuk – wieś w Bośni i Hercegowinie, w Federacji Bośni i Hercegowiny, w kantonie tuzlańskim, w gminie Sapna. W 2013 roku liczyła 1022 mieszkańców, z czego większość stanowili Boszniacy.